# كلاوديو بويليس
كلاوديو بويليس مارتينيز (بالإنجليزية: Claudio Puelles Martinez؛ مواليد 21 أبريل 1996) هو مُقاتل فنون قتالية مختلطة بيروفي.

## وصلات خارجية
- كلاوديو بويليس على موقع يو إف سي (الإنجليزية)
- كلاوديو بويليس على موقع شيردوغ (الإنجليزية)
- كلاوديو بويليس على موقع Tapology.com (الإنجليزية)
- كلاوديو بويليس على موقع فايت ماتريكس (الإنجليزية)
- كلاوديو بويليس على موقع إي إس بي إن (الإنجليزية)